# Tomba Regolini-Galassi

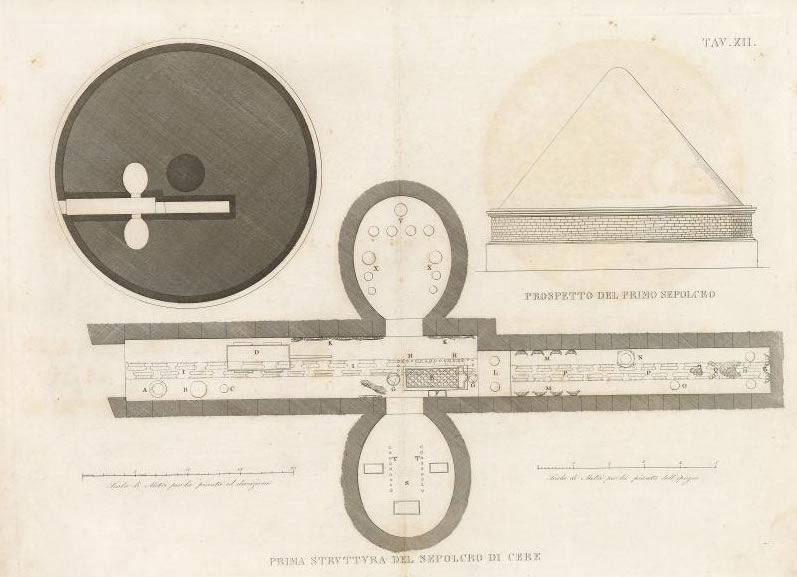
Plan der Tomba Regolini-Galassi

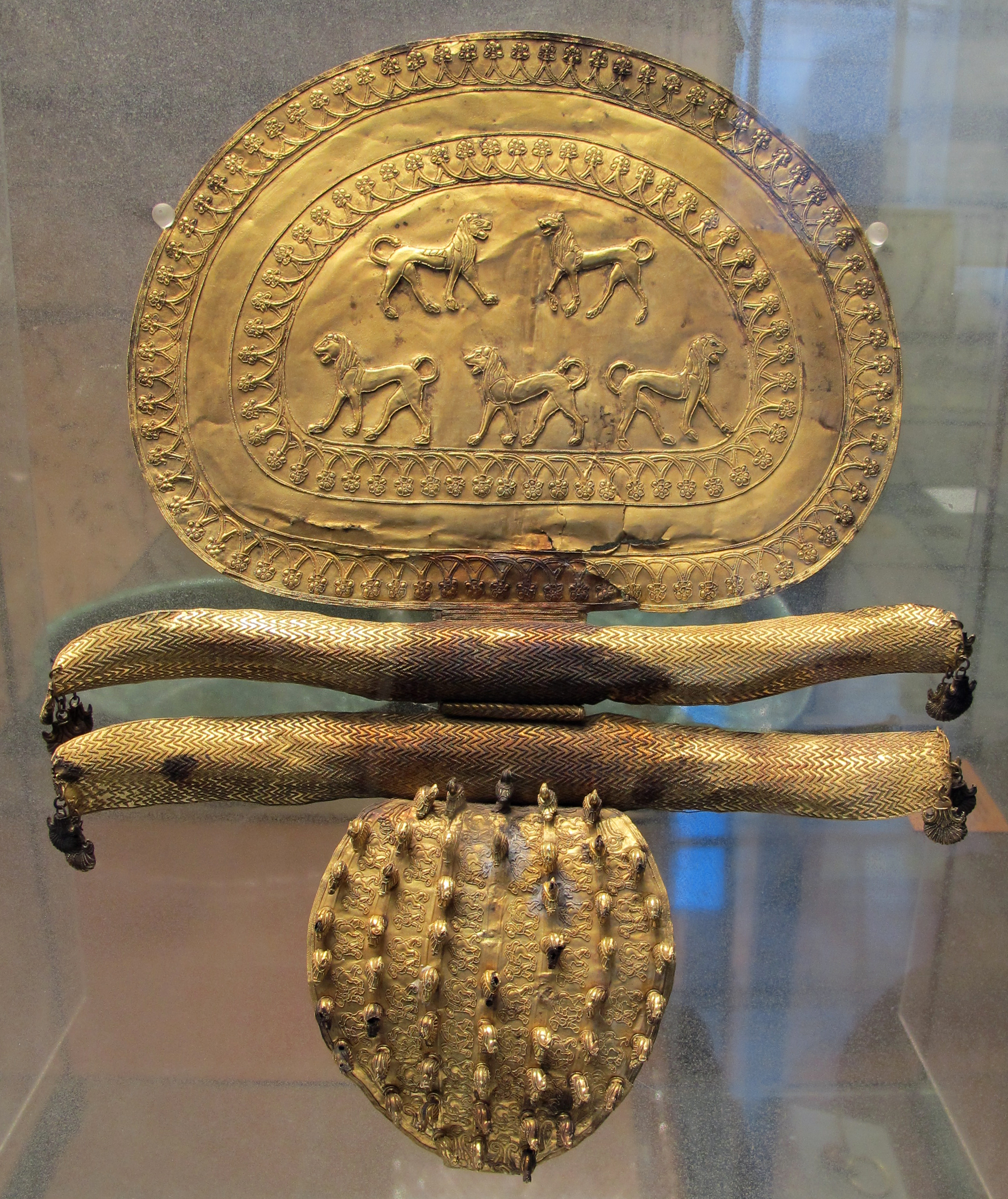
Goldfibel aus dem Grab

Die Tomba Regolini-Galassi wurde 1836 in Cerveteri, dem antiken Caere, gefunden und liegt in der Sorbo-Nekropole südwestlich der antiken Stadt. Das Grab war unberaubt und wurde für die damalige Zeit relativ gut dokumentiert. Die Bestattung enthielt eine reiche Sammlung von Goldobjekten, die heute im Museo Gregoriano Etrusco, einem Teil der Vatikanischen Museen, aufbewahrt werden. Das Grab wird in die Mitte des 7. Jahrhunderts v. Chr. datiert und wurde nach Alessandro Regolini und Vicenzo Galassi benannt, die mehrere Grabanlagen in der Nekropole gefunden hatten. Heutzutage ist die Tomba Regolini-Galassi das einzig erhaltene und zugängliche Grab der Sorbo-Nekropole, die mit ihrer Belegung aus der Zeit der Villanovakultur des 9. und 8. Jahrhunderts v. Chr. und des sich im 7. Jahrhundert v. Chr. anschließenden „orientalisierenden Stils“ der älteste Friedhof Caeres war.

## Grabanlage
Die Grabräume der Tomba Regolini-Galassi lagen unter einem Tumulus von 48 Metern Durchmesser. Die gangförmige Grabanlage war 37 Meter lang. Etwa die Hälfte hiervon wurde von einem 1,80 Meter breiten Dromos eingenommen, der den Zugang zur eigentlichen Grabkammer ermöglichte. Diese Kammer war durch eine niedrige Mauer verschlossen, besaß jedoch in deren oberen Bereich eine Öffnung, die vermutlich der Durchführung von Grabritualen diente. Am Ende des Dromos, kurz vor der Verschlussmauer der Hauptkammer, öffnete sich auf beiden Seiten je eine ovale Seitenkammer. Die vom Eingang aus gesehen rechte Kammer enthielt eine große Aschenurne mit den Resten eines Individuums und einige Grabbeigaben, die linke Kammer Grabbeigaben, aber keine Bestattung.
Die ganze Anlage war im unteren Teil in den anstehenden Tuff gehauen, im oberen Teil aus Quadern aufgemauert und mit einem Kraggewölbe abgedeckt worden. Bei der Öffnung des Grabes stürzte die Decke ein und zerstörte einen Teil der Funde, die hauptsächlich aus der eigentlichen Grabkammer stammen.
Es handelte sich um das Grab einer Frau, deren Skelett nicht mehr erhalten war. Sie lag einst auf einer Art Totenbett, der Boden war in der Mitte des Raumes erhöht. In der Vorkammer fand sich ein bronzenes Bett mit einem Skelett. Die rechte Seitennische enthielt eine Urne. Der Tumulus selbst enthielt in seinem Randbereich fünf Nachbestattungen, die seine Nutzung bis in die erste Hälfte des 5. Jahrhunderts v. Chr. belegen.

## Grabbeigaben

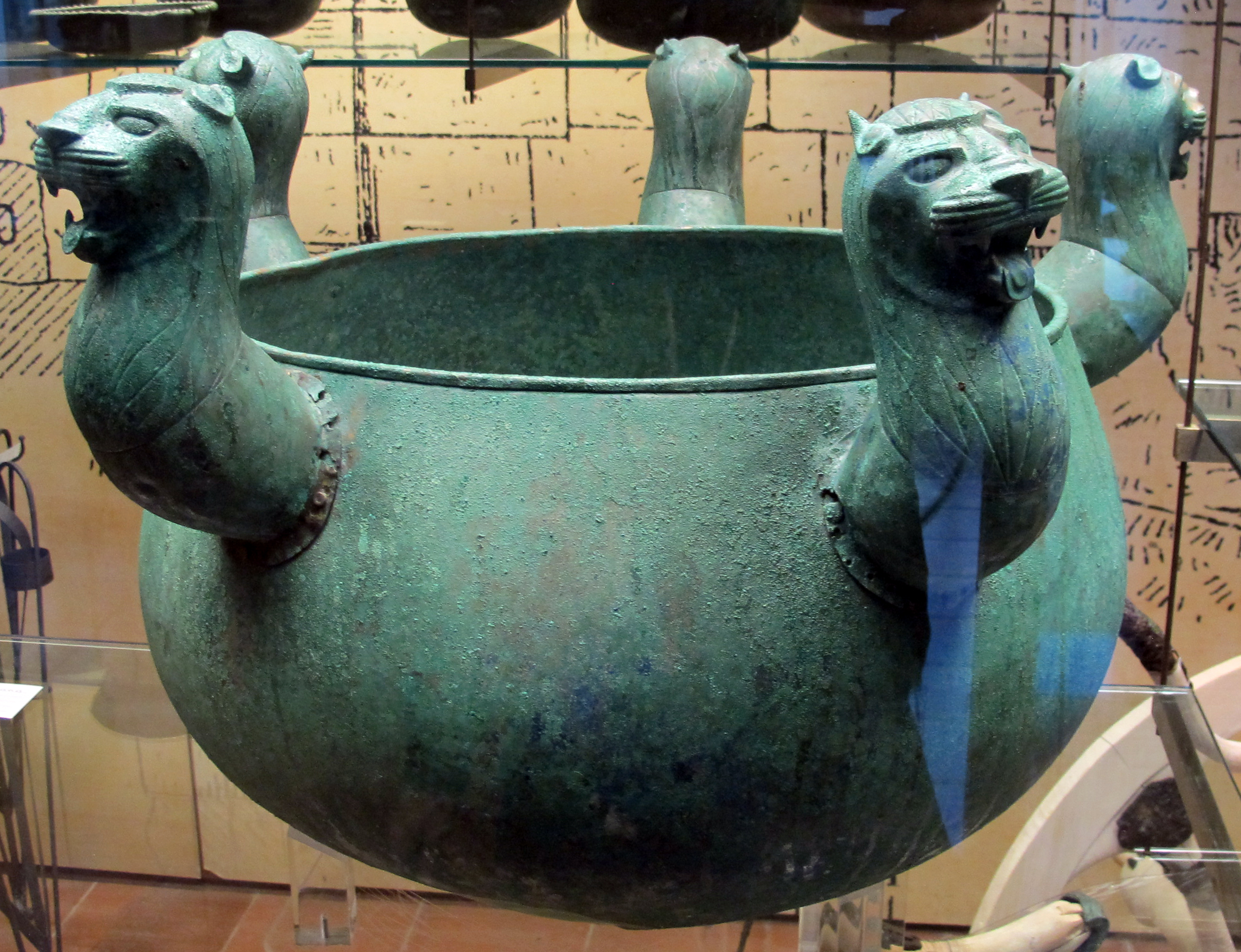
Bronzekessel mit Löwenkopfprotomen

Der Fund ist vor allem wegen des reichen Goldschmuckes berühmt. Aus dem Grab kommt eine große Goldfibel, bei der es sich um eines der bekanntesten Werke etruskischer Goldschmiedekunst handelt. Die Fibel besteht aus einer Goldplatte, auf der fünf Löwen dargestellt sind. Im unteren Teil befindet sich ein halbrundes Goldblech, auf dem sich Reihen von Greifen befinden. Zwischen diesen beiden Goldplatten befinden sich zwei längliche, mit einem Zickzackmuster dekorierte Goldröhren. Auf der Rückseite der Fibel ist eine Nadel befestigt. Die Funktion der Fibel wird kontrovers diskutiert, vor allem die Größe der Fibel ist außergewöhnlich. Ein weiteres ungewöhnliches Schmuckstück aus dem Grab ist ein großes Pektoral aus Goldblech, auf dem verschiedene Tiere dargestellt sind. Zwei goldene Armbänder sind granuliert und zeigen verschiedene Reihen von Frauenfiguren.
Aus dem Grab stammen noch weitere Objekte. Dazu gehören goldene Teller, die mit ägyptisierenden Motiven dekoriert sind. Einer von ihnen ist gut erhalten und zeigt im Zentrum zwei Löwen, die einen Bullen angreifen. In dem umgebenden Dekorationsband sieht man eine Löwen- und eine Antilopenjagd. Landschaft ist durch die Abbildung von Palmen, Sykomoren und Papyrus angedeutet. Im äußeren Band sind vier Gruppen von Streitwagen mit Soldaten dargestellt. Der Teller hat ein Loch in der Mitte und war einst wahrscheinlich an die Wand der Grabkammer genagelt. Vergleichbare Teller fanden sich an verschiedenen Orten im Mittelmeer. Sie sind wahrscheinlich in der Levante produziert worden. Es gibt verschiedene Bronzegefäße sowie die Reste eines Bettes und eines Streitwagens. Eines der Bronzegefäße ist ein Kessel, der sich in der Grabkammer fand. Das Becken misst etwa 37,5 cm im Durchmesser und ist mit sechs Löwenkopfprotomen dekoriert. Die Beckenwandung zeigt eingeritzte Löwen und Rinder. Die Löwenprotomen schauen nach innen. Vergleichbare Protomen stammen aus dem Bereich des Reichs von Urartu. Dort mag das Gefäß angefertigt worden sein. Ein weiterer, ebenfalls mit Löwenkopfprotomen dekorierter Kessel scheint eine einheimische Arbeit zu sein. Hier schauen die Löwen nach außen. Zum Inventar gehört eine aus Silber gearbeitete Situla, die in durchbrochener Arbeit verschiedene Tiere und Pflanzen in drei Registern zeigt. Das Gefäß hatte einst einen hölzernen Kern.
Auf einem Satz Silbergefäße des Grabinventars fand sich sechsmal der Name der Bestatteten: Larthia; auf einer Schüssel zudem die Erweiterung Larthia Velthurus – einer der frühesten Belege für einen Gentilnamen, der in diesem Fall von einem Personennamen Velthur abgeleitet ist.
Die Interpretation der Grabfunde bereitet Schwierigkeiten, da der alte Ausgrabungsbericht nicht viele Details liefert und der Fundort vieler Objekte innerhalb des Grabes unsicher ist. In der inneren Grabkammer war eine Frau bestattet. Während die Urnenbestattung in der Nebenkammer wahrscheinlich einem Mann angehört. Die Beigaben in der Vorkammer gehörten wahrscheinlich der Frau und wurden, bevor sie ins Grab gelegt wurden, bei Bestattungsfeierlichkeiten genutzt. Auf dem Bett, das sich in der Vorkammer fand, mag ihr Körper zunächst aufgebahrt worden sein, bevor er dann auf dem Streitwagen in einer Begräbnisprozession in die Grabkammer überführt wurde. Nach der Bestattungsfeier gelangten alle verwendeten Objekte in die Grabanlage. Die Bronzekessel in der Vorkammer stammen wahrscheinlich von einem Bankett. Solche Kessel sind typisch für den Ostmittelmeerraum und deren Übernahme ist ein weiterer Beleg für die starken orientalischen Einflüsse, denen Italien zu dieser Zeit ausgesetzt war.